# Amerikaans voetbalkampioenschap 1974
In 1974 werd het het zevende seizoen van de North American Soccer League gespeeld. Los Angeles Aztecs werd voor de eerste maal kampioen.

## North American Soccer League

### Wijzigingen
Opgeheven teams
- Atlanta Apollos
- Montreal Olympique

Nieuwe teams
- Baltimore Comets
- Boston Minutemen
- Denver Dynamos
- Los Angeles Aztecs
- San Jose Earthquakes
- Seattle Sounders
- Vancouver Whitecaps
- Washington Diplomats

### Eindstand
| Plaats | Northern Division    | Wed. | W  | G | V  | DV | DT | Ptn |
| ------ | -------------------- | ---- | -- | - | -- | -- | -- | --- |
| 1.     | Boston Minutemen     | 20   | 10 | 1 | 8  | 36 | 23 | 94  |
| 2.     | Toronto Metros       | 20   | 9  | 1 | 10 | 30 | 31 | 87  |
| 3.     | Rochester Lancers    | 20   | 8  | 2 | 10 | 23 | 30 | 77  |
| 4.     | New York Cosmos      | 20   | 4  | 2 | 14 | 28 | 40 | 58  |
| Plaats | Eastern Division     | Wed. | W  | G | V  | DV | DT | Ptn |
| 1.     | Miami Toros          | 20   | 9  | 6 | 5  | 38 | 24 | 107 |
| 2.     | Baltimore Comets     | 20   | 10 | 2 | 8  | 42 | 46 | 105 |
| 3.     | Philadelphia Atoms   | 20   | 8  | 1 | 11 | 25 | 25 | 74  |
| 4.     | Washington Diplomats | 19   | 7  | 1 | 12 | 29 | 36 | 70  |
| Plaats | Central Division     | Wed. | W  | G | V  | DV | DT | Ptn |
| 1.     | Dallas Tornado       | 20   | 9  | 3 | 8  | 38 | 27 | 100 |
| 2.     | St. Louis Stars      | 20   | 4  | 1 | 15 | 27 | 42 | 54  |
| 3.     | Denver Dynamos       | 20   | 5  | 0 | 15 | 21 | 42 | 49  |
| Plaats | Western Division     | Wed. | W  | G | V  | DV | DT | Ptn |
| 1.     | Los Angeles Aztecs   | 20   | 11 | 2 | 7  | 41 | 36 | 110 |
| 2.     | San Jose Earthquakes | 20   | 9  | 8 | 3  | 43 | 38 | 103 |
| 3.     | Seattle Sounderss    | 20   | 10 | 3 | 7  | 37 | 17 | 101 |
| 4.     | Vancouver Whitecaps  | 20   | 5  | 4 | 11 | 29 | 30 | 70  |

Notities
- De punten telling:
  - Overwinning: 6 punten
  - Gelijkspel: 3 punten
  - Verlies: 0 punten
  - Doelpunten voor (maximaal 3 ptn per wedstrijd): 1 punt

### Playoffs
De zes beste teams van alle vier de divisies spelen tegen elkaar in de playoffs.
| Kwartfinale        | Kwartfinale          | Kwartfinale |
| Team 1             | Team 2               | Uitslag     |
| ------------------ | -------------------- | ----------- |
| Dallas Tornado     | San Jose Earthquakes | 3-0         |
| Boston Minutemen   | Baltimore Comets     | 1-0         |
| Halve Finale       |                      |             |
| Team 1             | Team 2               | Uitslag     |
| Los Angeles Aztecs | Boston Minutemen     | 2-0         |
| Miami Toros        | Dallas Tornado       | 3-1         |
| Finale             |                      |             |
| Team 1             | Team 2               | Uitslag     |
| Los Angeles Aztecs | Miami Toros          | 4-3         |

## Individuele prijzen
| Prijs                | Naam             | Team                 |
| -------------------- | ---------------- | -------------------- |
| Most Valuable Player | Peter Silvester  | Baltimore Comets     |
| Topscorer            | Paul Child (15)  | San Jose Earthquakes |
| Beste nieuwkomer     | Douglas McMillan | Los Angeles Aztecs   |